# قطعنامه ۶۴۴ شورای امنیت
قطعنامه ۶۴۴ شورای امنیت سازمان ملل متحد که در تاریخ ۰۷ نوامبر ۱۹۸۹ تصویب شد، سندی بین‌المللی دربارهٔ آمریکای مرکزی است. این قطعنامه طی نشست ۲۸۹۰ام با ۱۵ رای موافق، ۰ مخالف و ۰ ممتنع تصویب شد.